# 圖庫姆斯區
圖庫姆斯區是拉脫維亞西北部的一個已废置的區份，東北臨里加灣。面積2,450平方公里。人口53,734人。区府圖庫姆斯。下分有2市17村。
拉脫維亞於2009年撤销了所有的区份，并改制为市镇。